# Folk metal
Genres dérivés
Viking metal, pagan metal, pirate metal
Genres associés
Metal celtique, medieval metal
Le folk metal est un genre musical fusionnel de heavy metal et de musique folklorique, ayant émergé en Europe au début des années 1990. Le genre conserve une forte base metal incluant une rythmique rapide et une guitare saturée, mais également des instruments traditionnels des cultures auxquelles il se réfère, tels la flûte et la cornemuse, entre autres. Certains groupes n'utilisent pas de tels instruments, mais montrent plutôt dans leurs textes de fortes influences mythologiques ou historiques. Certains groupes de folk metal utilisent des techniques de chant traditionnel et reprennent des poèmes ou des chansons directement issus du folklore.
Le premier groupe de folk metal est Skyclad, originaire d'Angleterre. Leur premier album The Wayward Sons of Mother Earth est commercialisé en 1990. Ce n'est pas avant 1994 et 1995 que d'autres contributeurs du genre se lancent dans différentes régions européennes et à Israël. Parmi ces premiers groupes, Cruachan et Subway to Sally, ont chacun développé des genres musicaux différents selon leurs pays incluant le metal celtique et le medieval metal, respectivement. Malgré leurs contributions, le folk metal est très peu représentée dans la scène musicale durant les années 1990. Ce n'est pas avant le début des années 2000 que le genre se popularise en masse, particulièrement en Finlande grâce aux efforts de groupes tels que Finntroll, Ensiferum, Korpiklaani, Turisas, et Moonsorrow.

## Histoire

### Origines
Le groupe britannique Skyclad est formé en 1990 lorsque Martin Walkyier quitte son ancien groupe Sabbat. Skyclad se lance initialement comme groupe de thrash metal, et des éléments de violon sont ajoutés par le musicien Mike Evans sur quelques chansons de leur premier album, The Wayward Sons of Mother Earth, une idée décrite par Eduardo Rivadavia du site AllMusic comme « ambitieuse » et « innovatrice ». La chanson The Widdershins Jig de leur premier album est particulièrement félicitée. Avec un joueur de fiddle à plein temps dans leur formation, le second album du groupe présente un « désormais légendaire style folky jig » et « une introduction beaucoup plus significative du violon et de mélodies normalement associées aux morceaux de guitare solo par les autres groupes. » Skyclad est alors crédité comme fondateur et pionnier du genre,, ; Keith Fay du groupe Cruachan reconnait Skyclad comme « le créateur du folk metal. »
Même après le départ de Martin Walkyier en 2001, Skyclad reste un groupe actif de la scène folk metal après deux décennies. Néanmoins, de son côté, le groupe portugais Moonspell ne contribue que brièvement au genre. Le premier EP, intitulé Under the Moonspell, présente des éléments folk influencés des musiques du Moyen-Orient. Avec la parution de leur premier album Wolfheart l'année suivante, le groupe fait sa transition musicale dans le metal gothique et, en quelques années, « évolue rapidement en l'un des groupes majeurs de la scène goth-metal. »
Le groupe finlandais Amorphis est également l'un des premiers groupes ayant contribué au folk metal. Ils se forment en 1990 et font paraître leur premier album, The Karelian Isthmus, deux ans plus tard. Leur album suivant, Tales from the Thousand Lakes, est commercialisé en 1994, et présente « un nombre de mélodies fascinantes et de structures sonores fortement représentées par la musique folk issue de leur pays d'origine. » L'album est favorablement accueilli par les fans pour « son contenu rapidement popularisé dans la scène metal underground. »

### Variations régionales
Dans les années 1994 et 1995, différentes variations de folk metal émergent dans différentes régions du monde.

#### Metal médiéval

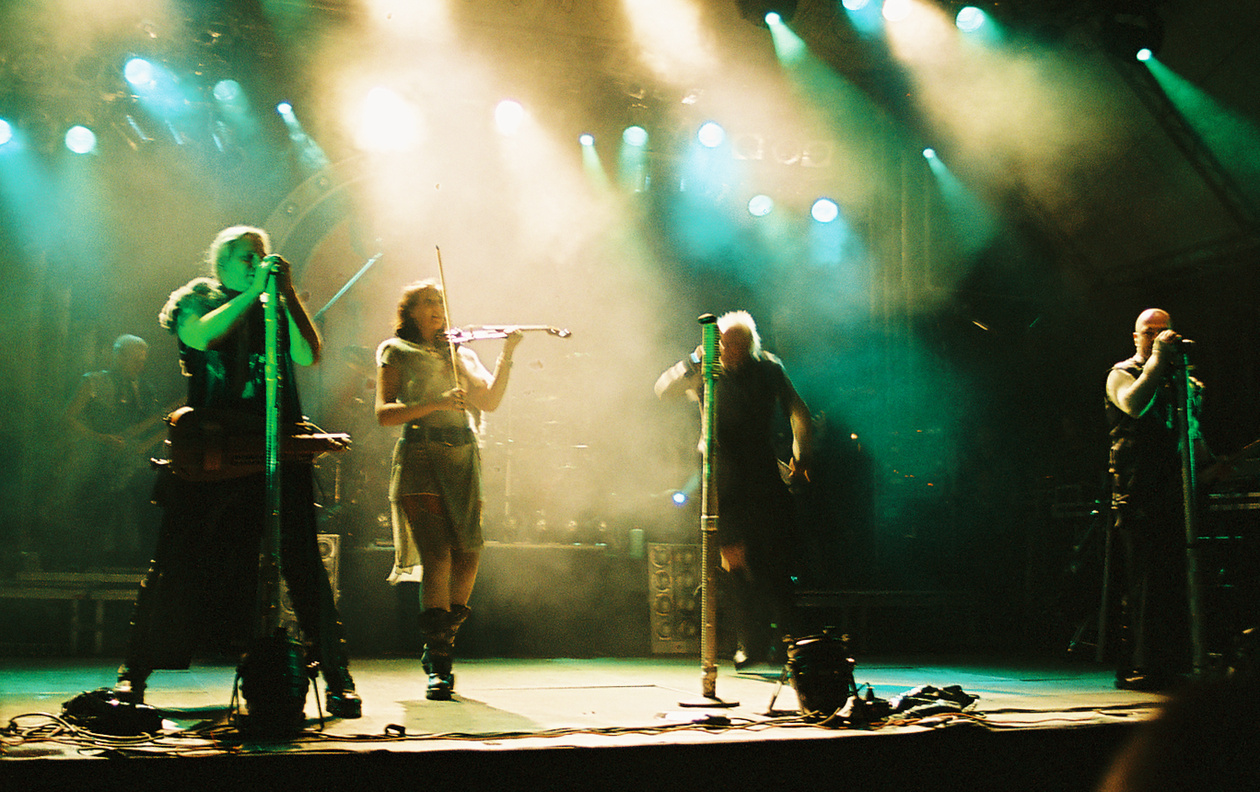
Le groupe Subway to Sally, ici sur scène au Sundstock Openair de 2005, est crédité pour avoir lancé le metal médiéval.

Le groupe allemand Subway to Sally est formé en 1992 comme groupe de folk rock, qui chante en anglais et incorpore des éléments musicaux irlandais et écossais à leur musique. Avec leur second album MCMXCV commercialisé en 1995, le groupe adopte une « approche plus traditionnelle » puis commence à chanter en allemand. Avec Skyclad comme inspiration, Subway to Sally joue un mélange de hard rock et de heavy metal « riche en mélodies médiévales jouées à l'aide de divers instruments incluant notamment luth, mandoline, fiddle et flûte », accompagné de paroles « poétiques romantiques-symboliques à l'allemande ». Après avoir atteint les classements musicaux en Allemagne, le groupe est désormais crédité pour « avoir lancé la vague de ce qui sera connu sous le nom de rock médiéval. »
Ce phénomène significativement germanophone se répand parmi d'autres groupes. Formé en 1996, le groupe originaire de Berlin In Extremo parvient également à atteindre les classements musicaux grâce à son « style médiéval » et « à l'usage d'instruments inhabituels, parfois fait main, tels qu'une cornemuse écossaise. » Un autre groupe prouve sa notoriété en Allemagne, Schandmaul. Se décrivant comme des « ménestrels d'aujourd'hui », le groupe déploie son arsenal musical qui inclut cornemuses, orgue de Barbarie, violon, et mandoline. Le groupe Feuerschwanz, formé en 2004, est durant 14 ans considéré comme un groupe de medieval rock, c'est à partir de son huitième album seulement, sorti en 2018 que le groupe prend un tournant radicalement folk metal et en devient l'un des principaux représentants en Allemagne.

#### Metal celtique

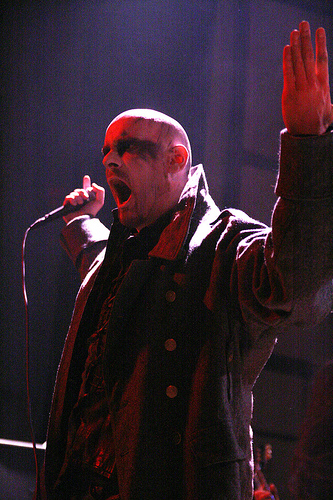
Le chanteur A.A. Nemtheanga du groupe de black metal celtique Primordial.

Le groupe irlandais Cruachan est formé en 1992 par le guitariste Keith Fay, et leur première démo est distribuée en 1993. Inspiré du premier album de Skyclad, Fay tente de mélanger du black metal à la musique folk irlandaise. Leur premier album Tuatha Na Gael est commercialisé en 1995, et le groupe parvient à lancer un nouvel effort dans le folk metal. Leur mélange entre musique celtique et heavy metal est désormais connu sous le nom de metal celtique.
De la même manière que Cruachan, le groupe de black metal Primordial fait paraître une démo en 1993, et se « proclament fondateurs de la deuxième vague du mouvement black metal. » La musique irlandaise joue un « rôle crucial » chez Primordial, mais d'une manière « sombre et subtile » à travers les accords et de la synchronisation sonore. Le groupe, désormais, « s'établit comme l'un des uniques groupes de la fusion folk et black metal. » D'autres premiers représentants du metal celtique incluent Geasa, Mägo de Oz et Waylander, les deux derniers ayant fait paraître chacun une démo en 1995,.
Sur le continent, et plus précisément en Suisse, le groupe Eluveitie formé en 2002, dont la thématique principale est l'histoire des anciens Celtes et son interprétation en musique, s'avère être un des piliers fondamentaux du genre. L'harmonie excellemment maîtrisée d'instruments dits « folks » et d'instruments « modernes » associés au monde du rock, et par extension, du métal, compose une des particularités uniques du groupe qui ne se contente pas de les confondre en permanence comme en témoignent certains albums quasi exclusivement folks sans exclure quelques exceptions pop. De plus, la poésie est essentielle dans leurs textes et les membres n'hésitent pas à narrer de manière épique différents récits relatifs à l'histoire celtique ou ayant tout au moins un lien évident. Il s'agit du premier groupe de Folk métal à mener une démarche universitaire de recherche en linguistique, notamment en ce qui concerne la reconstitution de la langue gauloise, ensemble de dialectes celtiques plus ou moins homogènes et parlés autrefois en Gaule (actuelles France, Belgique, Luxembourg et Suisse). Nombre des paroles de leurs musiques sont jonchées d'idiomes et de phrases de cette langue en parallèle de l'utilisation de l'anglais et un peu de latin.

#### Metal oriental

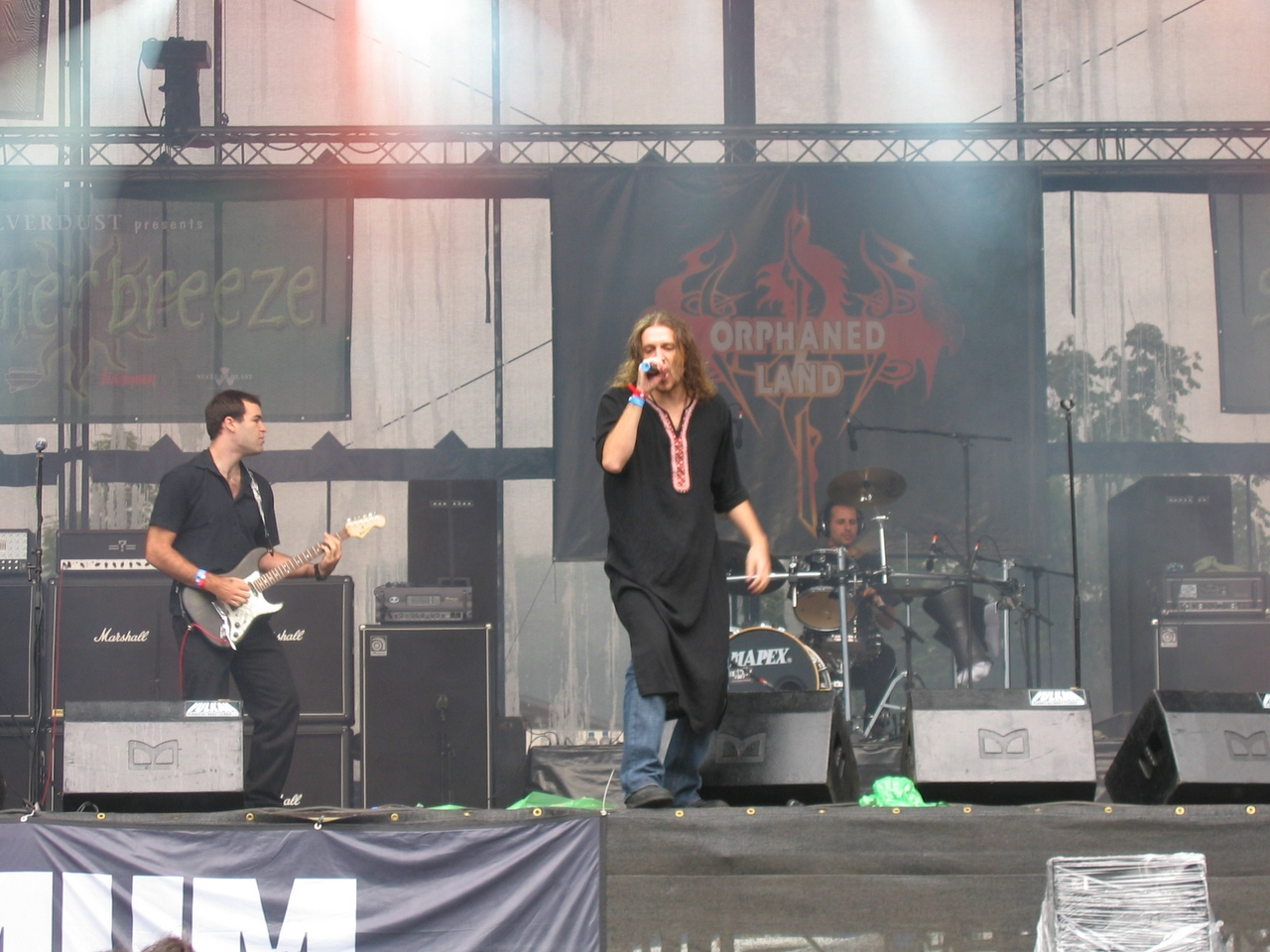
Orphaned Land, ici sur scène au Summer Breeze Open Air de 2007, a majoritairement contribué au lancement de l'oriental metal.

Le groupe de metal progressif Orphaned Land est formé en 1991 à Israël, et fait paraître leur seule et unique démo, The Beloved's Cry en 1993, qui se popularise immédiatement, et « attire rapidement l'attention de leur style peu commun. » Les membres du groupe sont adolescents lorsqu'ils font paraître leur premier album Sahara en 1994. La musique d'Orphaned Land « est fortement influencée par les musiques du Moyen-Orient » et incorpore des éléments traditionnels en provenance de la musique folk issue des communautés arabes et juives. Décrit comme « l'un des plus uniques au monde », le style musical d'Orphaned Land est dès lors décrit sous le terme d'oriental metal.
L'année 1993 voit la formation de Melechesh à Jérusalem, « sans doute le premier groupe anti-chrétien à faire surface dans la ville sainte. » Melechesh se lance comme un groupe de black metal pur et dur accompagné de quelques tendances folk metal dans leur EP, The Siege of Lachish. Leurs albums suivants témoignent de leur volonté d'allier black, death et thrash metal avec « de superbes riffs impressionnants, des mélodies du Moyen-Orient, et des échanges vocaux qui varient du throaty midrange screech au chant. » Un autre groupe d'oriental metal, Distorted, est formé par la suite en 1996, comme notamment le premier groupe israélien dirigé par une chanteuse.

#### Metal mongol

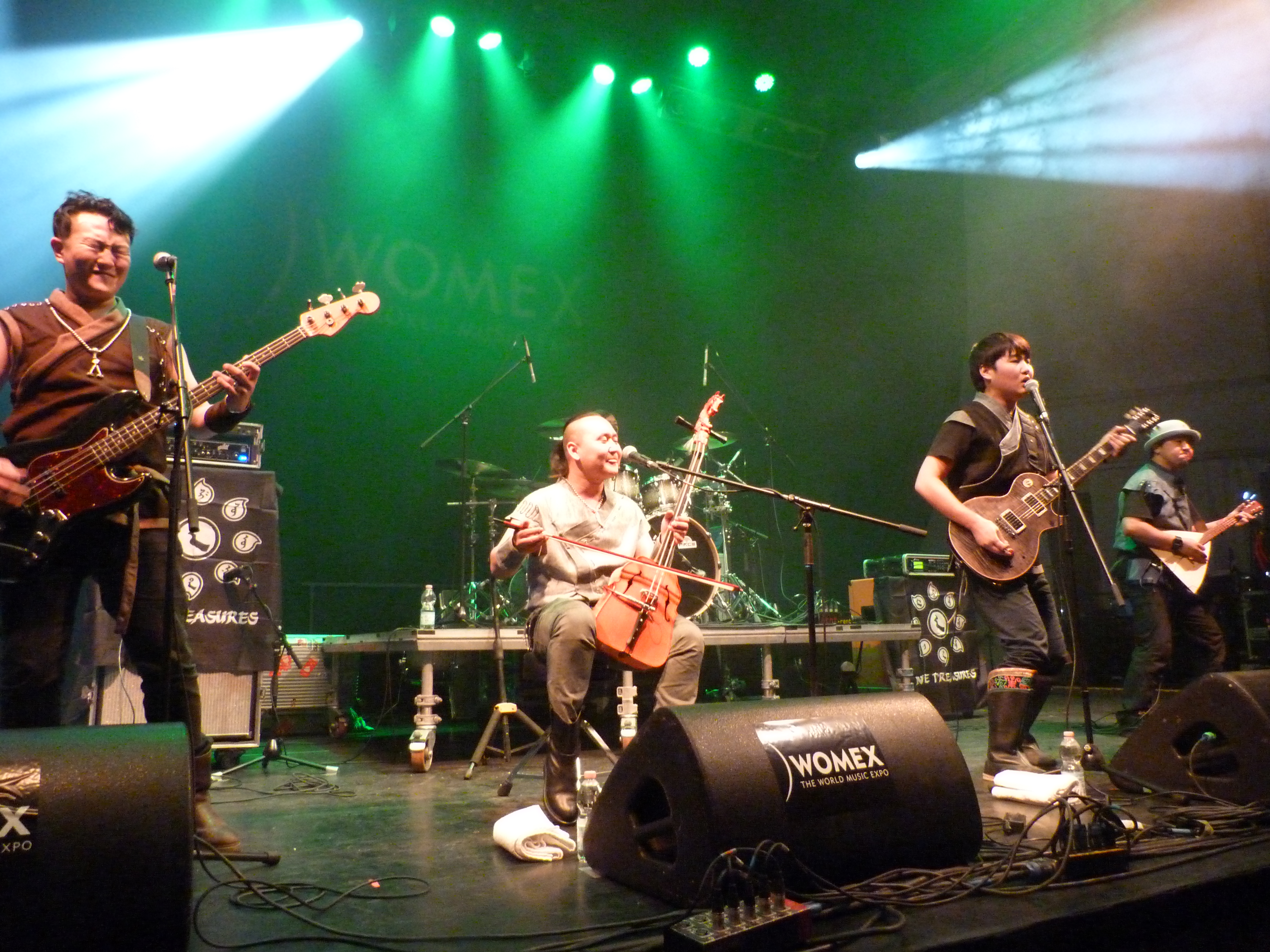
Nine Treasures en concert

Peu connu en dehors de la Chine, le folk metal mongol (aussi qualifié par Carnegie Hall de Nomadic Folk Metal) allie la musique traditionnelle mongole avec le heavy metal et exploite également le chant diphonique qui se rapproche du chant guttural du death metal. Ce style fait son apparition au début des années 2000.
Ce style de folk metal est surtout pratiqué par des groupes d'origine chinoise (aux membres souvent originaires de la région autonome de la Mongolie-Intérieure) tels que Tengger Cavalry, Nine Treasures, Ego Fall (颠覆M en Chine), Suld ou encore Voodoo Kungfu (零壹 en Chine), mais également non chinois comme Аравт ou The Hu (Mongolie).
De rares groupes non asiatiques s'inspirent en tout ou partie de cette culture comme Whispered (Finlande), Shangren (Australie) ou Mongol (Canada). Plusieurs groupes chinois sont devenus américains comme Voodoo Kungfu créé à Pékin en 2003 et installé à Los Angeles depuis 2013 ou encore Tengger Cavalry créé à Pékin en 2010 et installé à New York par la suite.
Les groupes de folk metal mongol font appel à des instruments traditionnels comme la guimbarde, l'igil, la balalaïka, le morin khuur, la mandoline, l'erhu, la khuuchir et pour certains l'accordéon.
Les thèmes abordés sont variés mais font souvent référence à la vie nomade et la nature, aux mythes et légendes (comme Tengri), au chamanisme et à la culture mongole et son histoire (comme Gengis Khan). Les références guerrières sont courantes notamment chez Ego Fall.

### Développement
Au milieu des années 1990, d'autres groupes émergent petit à petit pour mélanger le heavy metal à la musique folk. Storm est un supergroupe norvégien composé de Fenriz, Satyr et Kari Rueslåtten des groupes de black metal Darkthrone, Satyricon, et du groupe de doom metal The 3rd and the Mortal, respectivement. Leur seul album, Nordavind, est commercialisé en 1995 et fait usage de claviers pour simuler des instruments de folk. Le groupe allemand Empyrium mélange également synthétiseurs et guitares afin de délivrer une musique black metal au « folklore sombre » dans leur premier album A Wintersunset..., commercialisé en 1996.
L'année 1996 voit également paraître le premier album du « projet de black metal solo de l'instrumentaliste Vratyas Vakyas » appelé Falkenbach. Bien que Falkenbach se soit formé au début de 1989, le groupe n'attire pas réellement l'attention avant la sortie de son premier album présentant de la musique épique à fortes tendances folk, et affirmant un mélange de viking metal et de folk metal. Le groupe est rejoint deux ans plus tard par d'autres groupes fusionnant ces genres comme Windir, Månegarm, and Thyrfing.
Précédant les autres groupes de folk metal, le groupe espagnol Mägo de Oz se forme aux alentours de 1989 et fait paraître un premier album éponyme en 1994. Avec neuf membres dans sa formation, dont un violoniste et un flûtiste, le groupe évolue au fil des années en mélangeant power metal et folk metal influencé par de la musique celtique,. Ils parviennent à atteindre les classements musicaux dans leur pays d'origine, en Amérique du Sud, et au Mexique.
The Lord Weird Slough Feg, groupe américain originaire de Pennsylvanie, est formé vers 1990. Leur premier album éponyme est commercialisé en 1996, et le groupe emprunte un « style unique combinant traditionnel/power metal et folk metal. »
Le groupe tchèque Silent Stream of Godless Elegy est formé en 1995 comme groupe de doom metal faisant usage de violons. Avec la sortie de leur second album Behind the Shadows en 1998, le groupe se lance dans l'ajout d'éléments folkloriques.

### Expansion

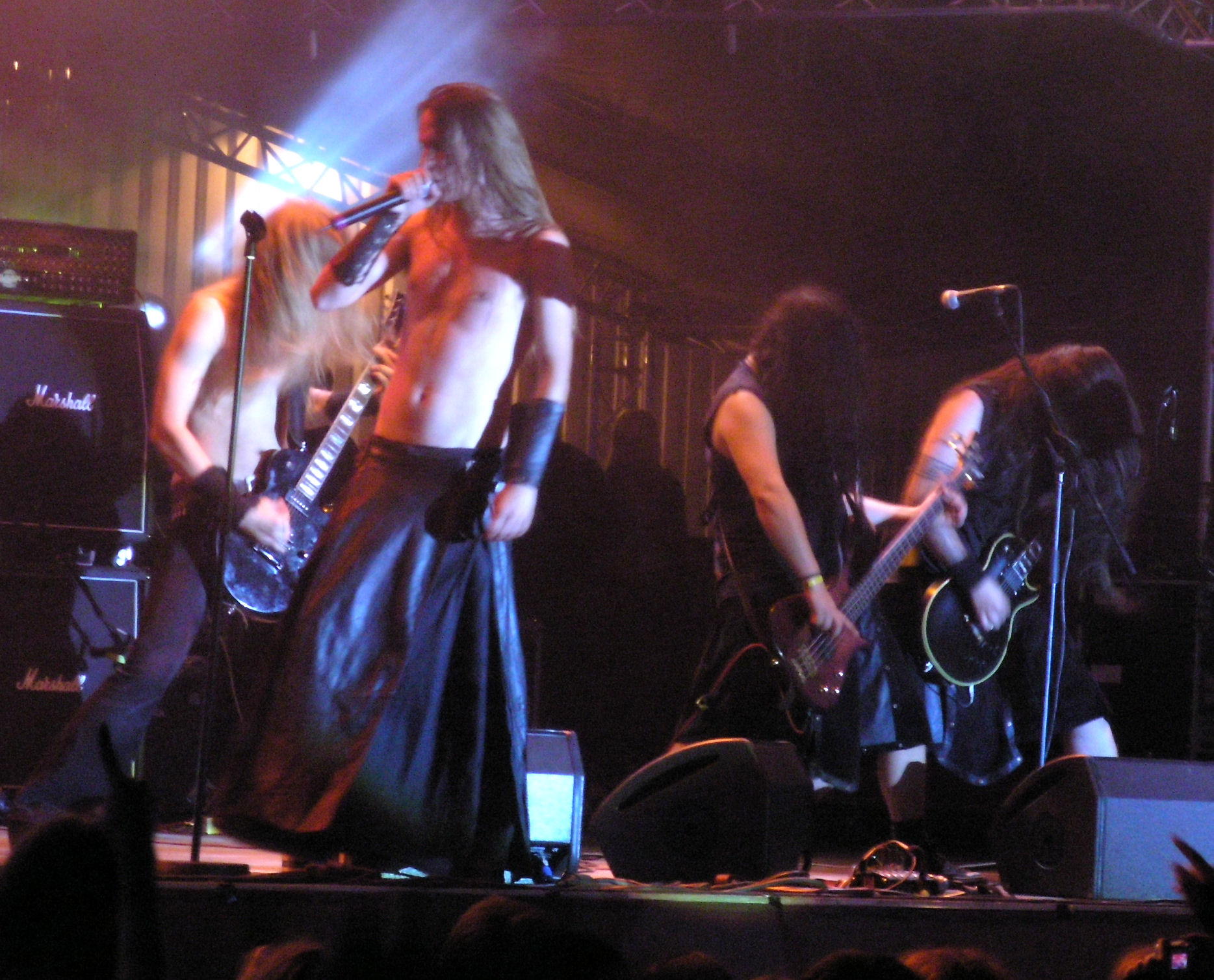
Finntroll est un groupe de folk metal avec un intérêt spécifique pour les trolls et humppa.

Le genre folk metal se répand rapidement au nouveau millénaire avec, au devant de cette expansion, le groupe finlandais Finntroll. Le groupe est formé en 1997, et fait paraître une démo l'année suivante, puis un premier album, Midnattens Widunder, en 1999. Ils développent dès lors une obsession pour tout ce qui touche aux trolls. Leurs paroles sont exclusivement chantées en suédois plutôt qu'en finnois « apparemment du fait que cette langue évoque mieux l'aspect troll », même si, en réalité, les membres appartiennent à une minorité de finlandais suédophones. La musique de Finntroll présente une « réelle innovation » du black metal avec un style de polka finlandais appelé humppa. D'une manière spécifique, le groupe reprend du humppa « les lignes de basses alternées, le rythme, et l'accordéon. » Ce mélange inhabituel de polka et de metal extrême est accueilli d'une manière mitigée par la presse spécialisée. Andy Hinds du site AllMusic rabaisse l'influence du polka qu'il qualifie de « menace pour un groupe de death metal », tandis que son collègue Alex Henderson félicite le groupe pour son « effort solide et appréciable », déclarant que Finntroll réussit à se distinguer de ses pairs grâce au humppa finlandais et à « l'humour et l'ironie qu'ils amènent sur la table. »
Le second album de Finntroll, Jaktens tid est commercialisé en 2001 et atteint les classements musicaux dans leur pays d'origine. Certaines chansons de l'album possèdent des parties vocales chantées par Jonne Järvelä de Korpiklaani, un groupe finlandais. Alors que d'autres groupes de folk metal se lancent dans le metal avant d'y ajouter des éléments folk, Korpiklaani, à l'inverse, se lance dans la musique folk avant d'y ajouter des éléments metal. Les racines de Korpiklaani peuvent être retracées jusqu'à un groupe de Samis du nom de Shamaani Duo, un « groupe de restaurant » créé en 1993. Un album de musique folk est commercialisé sous ce nom avant le départ de Jonne Järvelä et avant la formation du groupe Shaman. Le groupe folk metal Shaman s'inspire de la musique folk de Shamaani Duo. Deux albums sont commercialisés en 1999 et 2001 avant que Shaman ne change de nom pour Korpiklaani. Le changement de nom s'accompagne d'un changement musical. Le groupe délaisse les chants yoik traditionnels et l'utilisation de la langue same, et intègre un synthétiseur qui sera remplacé un an plus tard par des instruments folk (violon et accordéon).

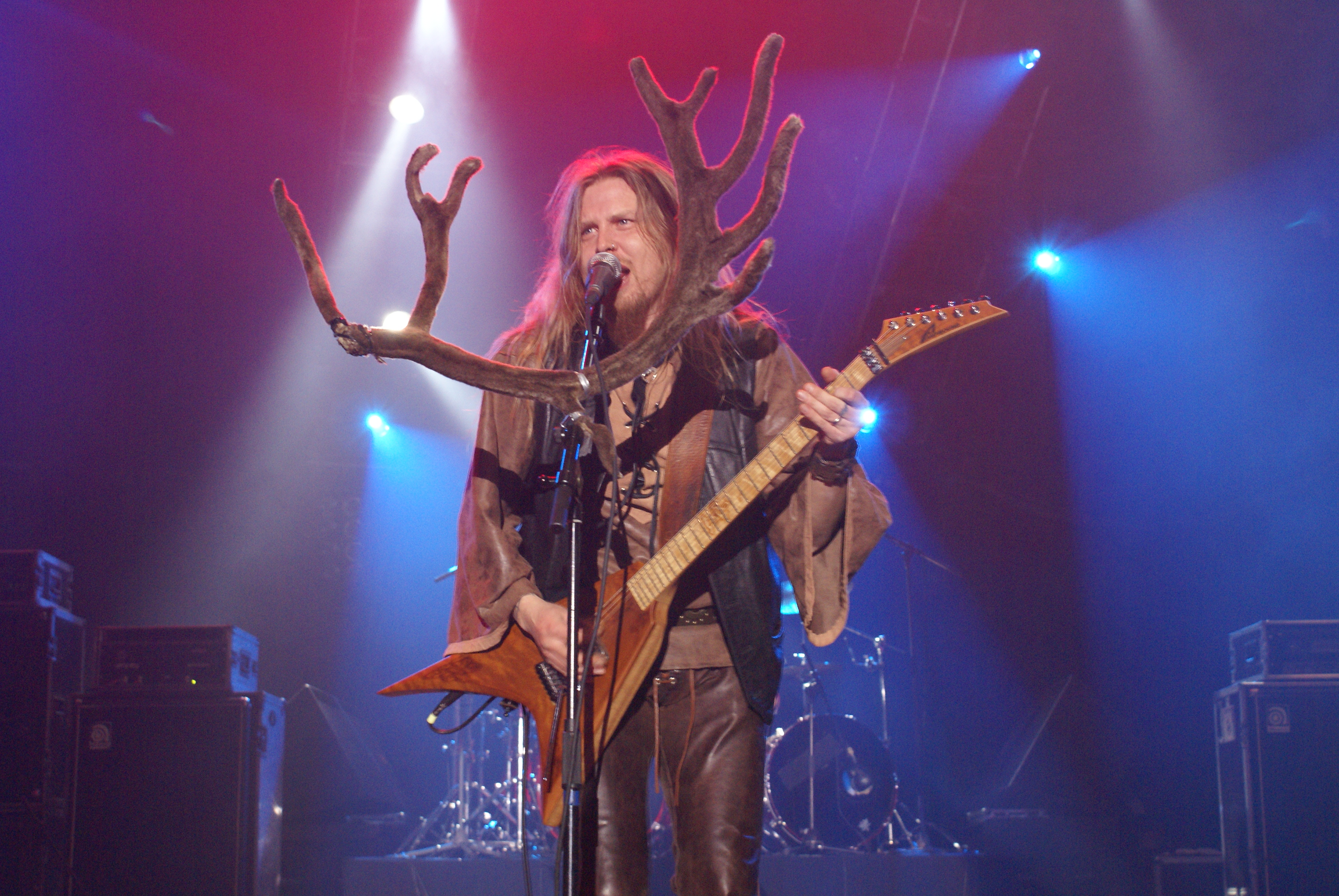
Jonne Järvelä de Korpiklaani a joué du folk acoustique pendant cinq ans avant de se centrer sur le folk metal.

Tandis que Korpiklaani fait usage d'une panoplie d'instruments traditionnels pour jouer leur folk metal, Finntroll compte sur des claviers pour simuler les mélodies de folk finlandais jouées dans le style humppa. Les morceaux aux claviers de Finntroll sont joués par Henri Sorvali, également membre de Moonsorrow, un autre groupe de folk metal finlandais qu'il a créé avec son cousin Ville Sorvali en 1995. Ils font paraître deux démos, la première en 1997 et l'autre en 1999, avant la sortie de leur premier album, Suden Uni, en 2001. Moonsorrow mélange folk metal et viking metal en y incorporant « des formes musicales de folk finlandaise traditionnelle dans les arrangements symphoniques typiques des groupes de viking metal comme Bathory et Enslaved. » L'adoption d'éléments folk « fait rage » à cette période en Finlande, et d'autres groupes locaux de metal commencent à voir le jour au début des années 2000 comme Cadacross, Ensiferum, et plus tard Turisas, et Wintersun. Ensiferum se trouve notamment en tête des classements musicaux finlandais en 2007 avec leur single One More Magic Potion. Finntroll, Korpiklaani, Moonsorrow et Turisas atteignent également les classements musicaux.
Il existe aussi plusieurs groupes de folk metal issus de pays hors des frontières scandinaves. Le groupe norvégien Glittertind est un groupe très populaire dans leur pays. Ils sont souvent joués sur la station de radio NRK P1, et jouent la chanson Kvilelaus sur Lindmo. D'autres groupes norvégiens du style incluent Storm, Windir, et dès 2008, Kampfar, Lumsk, Ásmegin, et Trollfest. Des groupes originaires de Suède incluent Thyrfing et Månegarm, entre autres, avec Otyg, et Vintersorg,. Les groupes de folk metal originaires du Danemark incluent Wuthering Heights, Svartsot, et Týr.
Outre la Scandinavie, d'autres nations européennes contribuent au genre alors encore émergeant. Des groupes originaires d'Estonie, de Lettonie et de Lituanie incluent Metsatöll, Raud-Ants (en), et Skyforger, tandis que des représentants de la Russie incluent Alkonost, Arkona, et Butterfly Temple. D'autres exemples de groupes un peu plus isolés incluent Ithilien originaire de Belgique, Divlje jagode originaire de Bosnie, Balkandji (en) originaire de Bulgarie, Dalriada originaire de Hongrie, Elvenking originaire d'Italie, et Eluveitie originaire de Suisse. Folkearth (en) est un projet de folk metal international dont les membres sont issus de différents pays européens. À sa création, le projet se compose de 14 musiciens de divers projets parallèles de folk et de metal. Avec leur second album By the Sword of My Father commercialisé en 2006, le projet renforce la participation d'autres musiciens et leur nombre passe jusqu'à 31. Ithilien est un groupe de folk metal belge (folkcore) combinant de la musique traditionnelle folk belge, jouée par des cornmuses flamandes, vielle à roue, violon et bouzouki, avec une touche de metal plus moderne. 
Au-delà du continent européen, le folk metal est relativement rare à l'exception de quelques groupes nationaux dont The Lord Weird Slough Feg et leurs pairs américains Agalloch. Tuatha de Danann est un autre groupe, de metal celtique, originaire du Brésil.
Le style est lancé en Asie du Sud et de l'Est, avec des groupes comme Gostwind originaire de Corée du Sud, Tengger Cavalry,The Samans et Nine Treasures originaires de Chine, Chthonic originaire de Taïwan, Rudra originaire de Singapour, et Shangren originaire d'Australie. Gostwind possède, en son sein, un joueur de flûte en bois et un violiniste. Tengger Cavalry et The Nine Treasures font usage d'instruments folk, de mélodies reprises de musiques mongoles, et de chants en mongol. Chthonic est principalement connu comme groupe de (black/death) metal extrême.

## Caractéristiques

### Musique

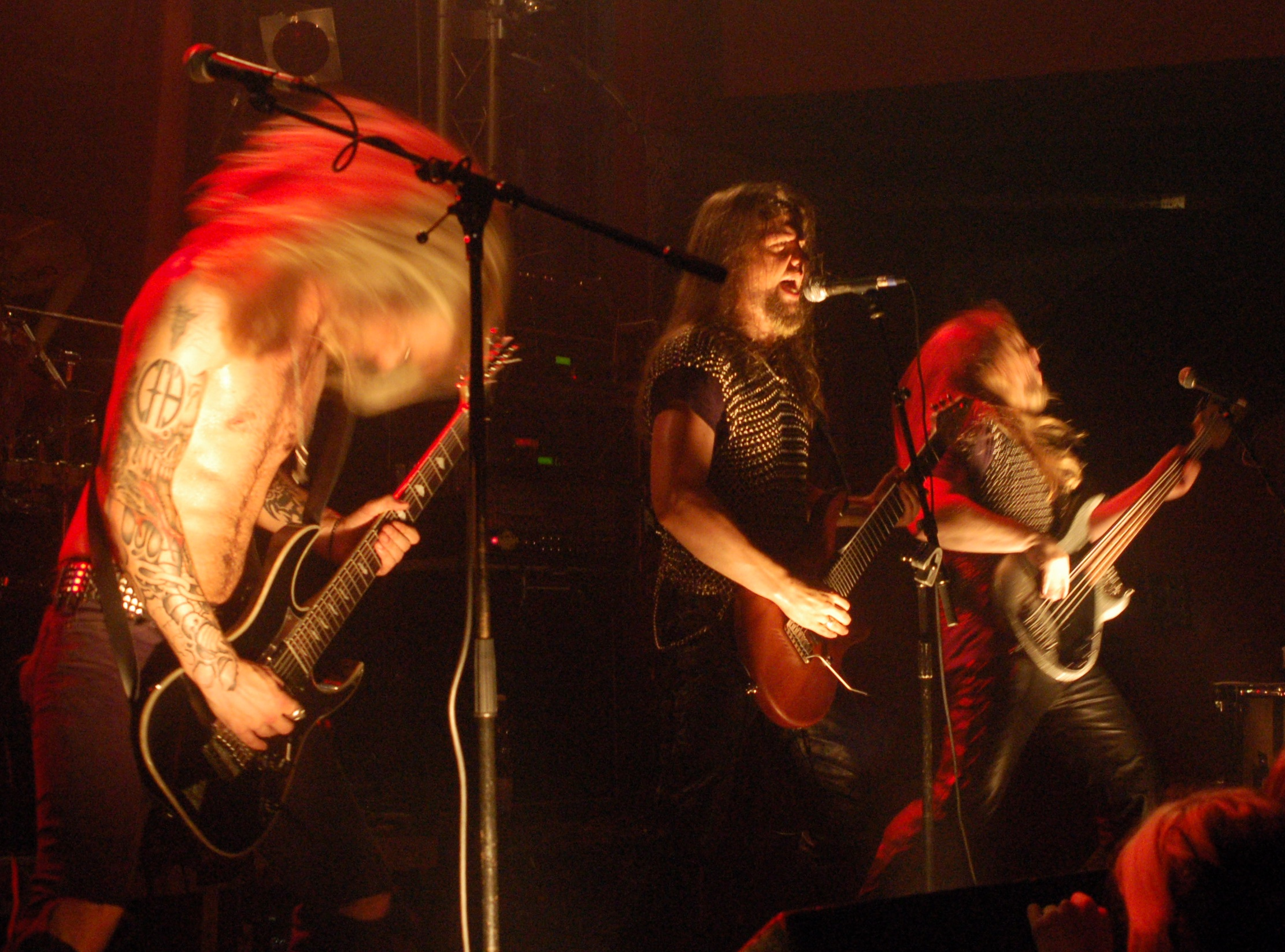
Influencé par Dream Theater, Týr mélange du metal progressif à leur musique folk

La musique du folk metal diverge selon les groupes et leurs orientations dans le heavy metal. Tandis que des groupes comme Primordial et Finntroll s'abonnent au black metal, d'autres comme The Lord Weird Slough Feg préfèrent adopter le power metal ou le traditionnel. Le groupe germano-norvégien Midnattsol mélange le genre au metal gothique. Des éléments progressifs sont utilisés par quelques groupes comme Elvenking, Lumsk, et Týr. Quelques groupes adoptent plus qu'un seul des différents genres du heavy metal. Orphaned Land combine folk metal au metal progressif et au death-doom, tandis qu'Ensiferum mélange, dans un premier lieu, musique folk et death metal. Une minorité de groupes est connue pour incorporer les styles d'autres genres musicaux en dehors du heavy metal. Des exemples incluent le punk rock de Glittertind, et les tendances néofolk et post-rock de Agalloch.
Les éléments folk du genre reflètent souvent les origines ethniques des musiciens comme c'est le cas dans la musique folk scandinave de Finntroll et Korpiklaani, dans la musique baltique de Metsatöll et Skyforger, ou du Moyen-Orient d'Orphaned Land. La musique celtique peut être retrouvée parmi des groupes irlandais comme Cruachan et Waylander, et des groupes non-irlandais dont Eluveitie, Ithilien et Tuatha de Danann. La musique folk issue de diverses régions est utilisée par quelques groupes comme Elvenking et Ensiferum.
Le genre offre également une variété d'atmosphères et d'humeurs. La nature joyeuse est caractéristique de groupes comme Feuerschwanz, et Korpiklaani. Ces groupes peuvent également jouer de la musique dansante,,. Lumsk offre un style plus joyeux, tandis qu'Agalloch offre une sonorité plus caractéristique à la dépression.
Une atmosphère épique est caractéristique de certains groupes folk metal comme Primordial, Moonsorrow, Turisas, et le projet musical Folkearth. Des groupes comme Ensiferum et Wintersun sont connus pour leur côté mélodieux,, tandis que d'autres font usage d'une approche brutale et dynamique comme Finntroll, et Månegarm.

### Instruments

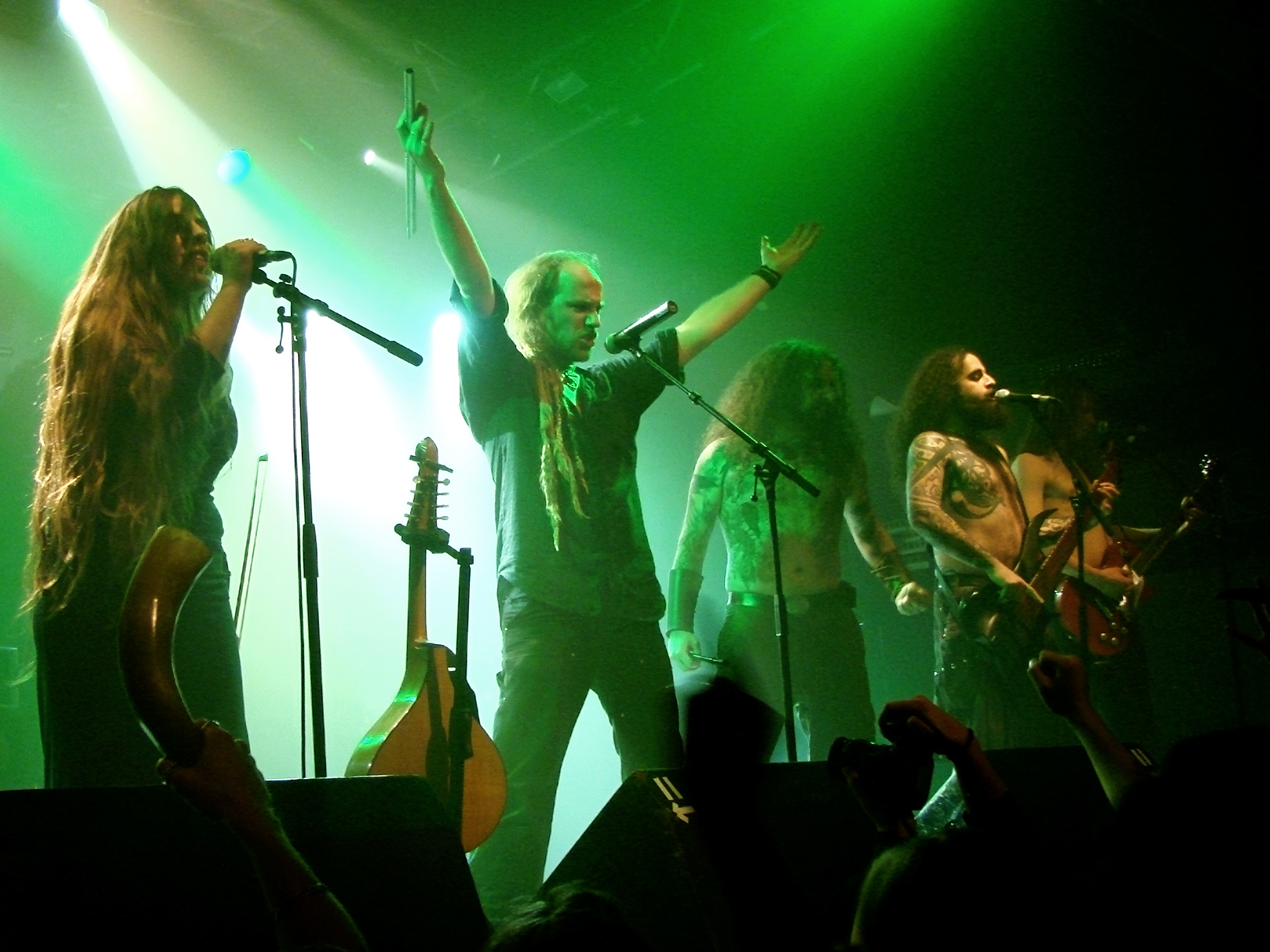
Eluveitie, ici au festival Cernunnos de Paris, en France.

Le folk metal utilise les mêmes instruments que dans le heavy metal : guitares, basse, batterie, et voix. Bien que certains groupes de folk metal comme Tharaphita (en) écartent « toute notion d'usage d'instruments folk » et « se reposent uniquement sur des instruments traditionnels de metal », d'autres groupes du genre se reposent généralement sur des instruments folk décrits comme habituels ou exotiques. De nombreux groupes de folk metal possèdent un violiniste dans leur formation, comme Feuerschwanz, Skyclad, Subway to Sally, Schandmaul, Mägo de Oz, Silent Stream of Godless Elegy, Korpiklaani, Lumsk, Elvenking, Eluveitie, Ithilien et Tuatha de Danann. La flûte irlandaise et la flûte sont utilisées dans des groupes de metal celtique comme Cruachan, Waylander, Ithilien et Eluveitie. La flûte est également utilisée par d'autres groupes comme Metsatöll, Schandmaul, et Morgenstern. Certains sont connus pour l'usage d'instruments exotiques fidèles à leur culture ou pays d'origine, comme Skyforger, Metsatöll, Korpiklaani, Eluveitie, Ithilien et Orphaned Land. En l'absence d'instruments folk, d'autres groupes du genre font usage de claviers afin de simuler les instruments folk. Ces groupes incluent Storm, Empyrium, Finntroll, Ithilien et Midnattsol.

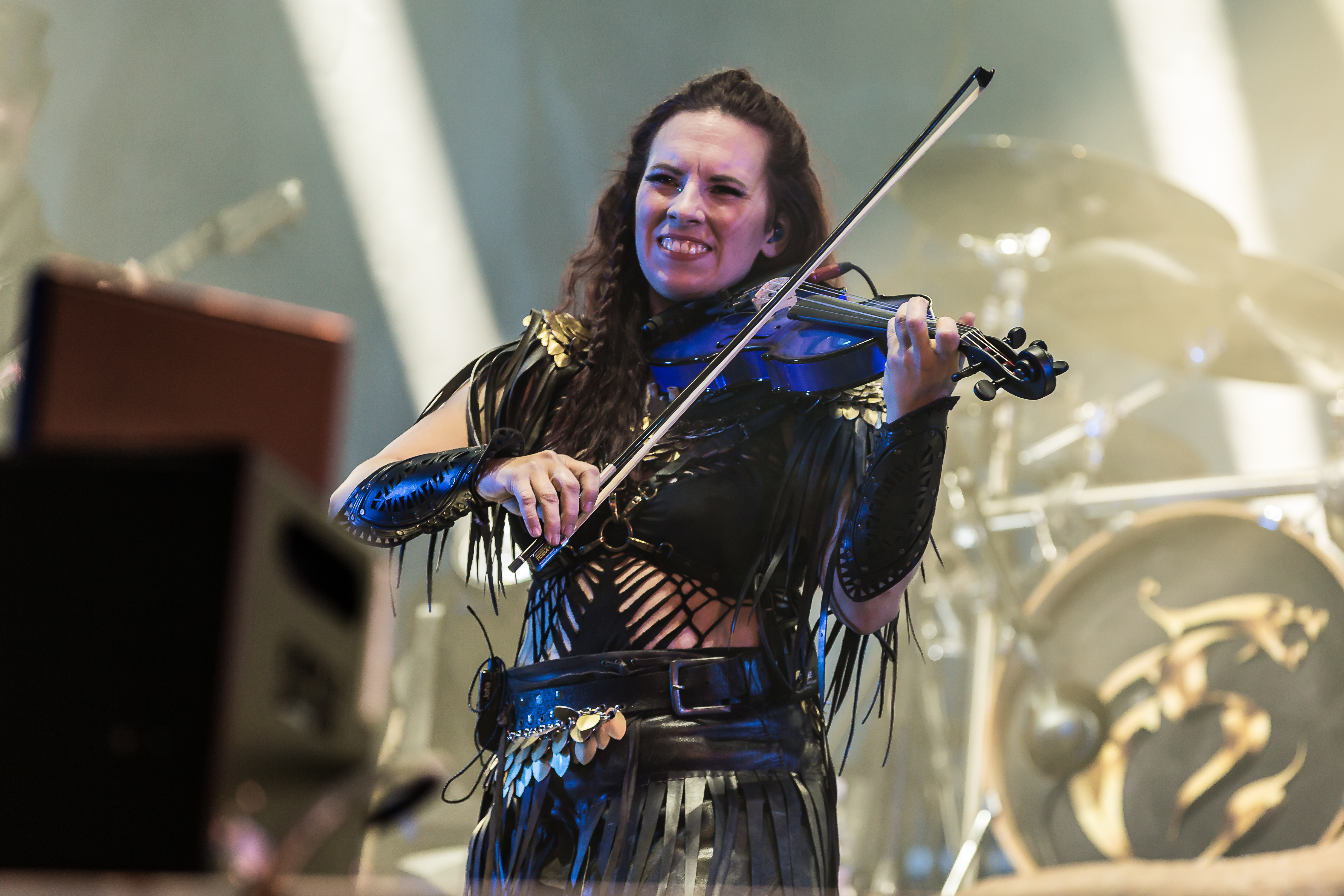
« Johanna von der Vögelweide » du groupe Feuerschwanz en 2023

Le grand nombre d'instruments sur lequel se reposent certains groupes à l'enregistrement de leurs albums studio peuvent être un obstacle lors de leurs performances sur scène. Bien qu'Orphaned Land soit capable de jouer sur scène avec une vingtaine de musiciens dans leur pays d'origine en Israël, ils doivent compter sur un ordinateur pour simuler les instruments de ses quelques musiciens lorsqu'il est en concert ailleurs. Certains groupes folk metal se cantonnent à l'enregistrement en studio et ne jouent pas sur scène. Ces groupes incluent Folkearth, Falkenbach, et Summoning. D'autres groupes folk metal agrandissent leur formation pour y ajouter plus de musiciens et de ce fait, il n'est pas inhabituel de compter six membres ou plus. Certains sextets du genre incluent Schandmaul, Cruachan, Korpiklaani, Turisas, et Midnattsol, et les septets incluent Ithilien, Subway to Sally, In Extremo, et Lumsk. Silent Stream of Godless Elegy et Eluveitie comptent huit membres chacun, tandis que Mägo de Oz en recense neuf.

### Voix
La diversité des styles de musique et d'instruments est représentée par une palette de styles vocaux du genre. Des « sinistres hurlements » de Finntroll aux chants black metal de Skyforger ou Moonsorrow, il n'existe aucune limite de vocaux extrêmes dans le folk metal. D'autres groupes à utiliser des morceaux de voix extrêmes Cadacross, Ensiferum, et Equilibrium. Néanmoins, des groupes comme Mägo de Oz et Metsatöll utilisent un chant « clair » en harmonie avec leur approche heavy metal traditionnel. De nombreux autres groupes du genre utilisent des voix extrêmes et des chants clairs, comme Primordial, Turisas, Windir, et Wintersun.
Le chant folk traditionnel est également utilisé par des groupes de folk metal. Les chants yoik de Jonne Järvelä sont utilisés dans quelques chansons de Shaman, Finntroll, et Korpiklaani. Les chants folk ou chants inspirés du folk sont utilisés par des groupes comme Equilibrium, Metsatöll, Skyforger, et Orphaned Land. La musique d'Orphaned Land utilise également des chants et chœurs, communément utilisés dans le folk metal. Des groupes faisant usage des chœurs incluent Arkona, Turisas, Lumsk et Eluveitie, tandis que les chants sont utilisés par Týr and Windir. Certains groupes comme Falconer et Thyrfing sont connus pour l'usage de « mélodies folk yo-ho-ho » dans les parties vocales accompagnées de leur style viking metal,.
Orphaned Land utilise l'anglais dans ses paroles, mais peut également faire usage d'autres langues « qui collent bien à la musique pour en faire un style exotique et unique. » Týr utilise également plusieurs langues dans leurs chansons. D'autres groupes du genre sont connus pour chanter exclusivement ou intégralement dans leur langue d'origine, comme Mägo de Oz en espagnol, Moonsorrow en finnois, Metsatöll en estonien, et Lumsk en norvégien. Des groupes du sous-genre metal médiéval chantent largement ou intégralement en allemand, comme Subway to Sally, Morgenstern, et Letzte Instanz.
Les chanteuses sont également présentes dans le genre, et dans des groupes comme Cruachan, Otyg, Lumsk, Arkona, et Midnattsol. D'autres groupes comme Orphaned Land et Elvenking ont également recruté des chanteuses talentueuses,.

### Paroles
Les sujets les plus utilisés dans le folk metal incluent le paganisme, la nature, le fantastique, la mythologie, et l'histoire.
Le folk metal est associé au paganisme depuis sa création, en particulier depuis le départ de Martin Walkyier de son ancien groupe Sabbat pour former Skyclad, et en partie du fait que le groupe souhaitait ne parler de rien d'autre. De ce fait, les paroles de Skyclad se consacraient uniquement à tout ce qui a trait au paganisme. Le groupe Cruachan est également fondé par un pagan auto-proclamé, Keith Fay. For Ville Sorvali of Moonsorrow, le label « pagan metal » est choisi « car il représente les points idéologiques de la musique, mais ne dit rien en ce qui concerne la musique elle-même. » D'autres groupes préférant également le terme de « pagan metal » pour se décrire incluent Cruachan, Eluveitie, Obtest, et Skyforger.

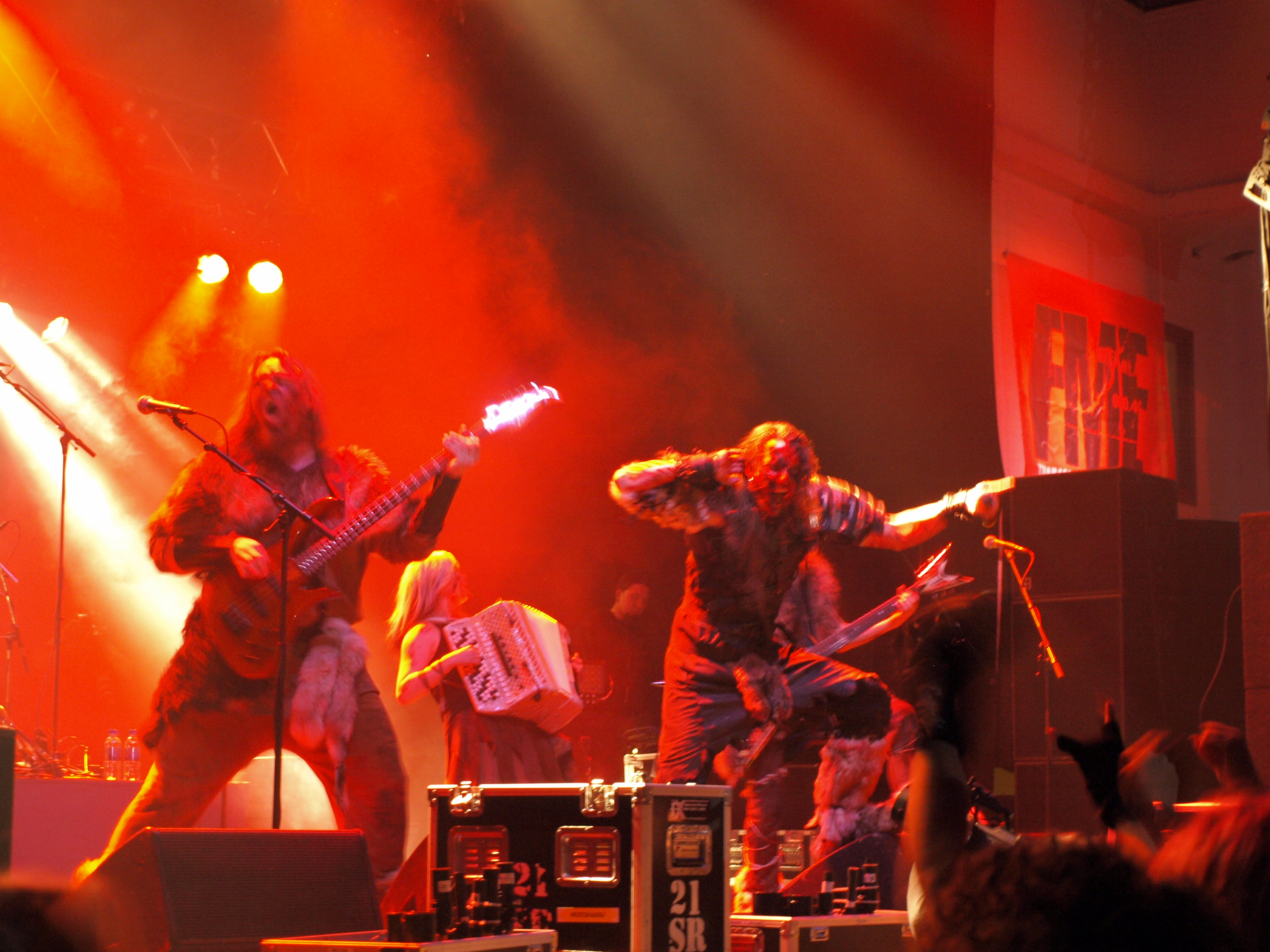
Turisas, ici sur scène en 2008, a été diabolisé pour sa glorification de la guerre aux travers de paroles inspirées du fantastique.

La nature a une forte influence pour la plupart des groupes folk metal. Des groupes tels que Korpiklaani, Elvenking, Midnattsol, et Vintersorg concentrent leurs paroles sur ce sujet. Pour le groupe Agalloch, la nature est un thème qu'ils adoptent car « nous incarnons ce qui pourrait être la victime d'une liaison dans laquelle l'humanité en est la maladie. » Tous les membres de Skyclad soutiennent « des organisations comme Greenpeace et autres, pour tous ceux qui se lèvent et se battent » entre « les personnes qui veulent sauver la planète, et celles qui veulent la saccager. »
Les pionniers du genre Skyclad évitent les paroles basées sur le fantastique du fait qu'ils soient « déjà trop fantastiques pour ce monde, comme le disent nos politiciens chaque jour. » Cependant, d'autres groupes de folk metal sont connus pour leur thème fantastique dont Ensiferum, Midnattsol, et Cruachan. Pour Elvenking, les thèmes fantastiques sont utilisées comme des « métaphores attribuées à des messages plus profonds. »
Le sous-genre metal celtique est connu pour ses paroles inspirées de la mythologie celtique. L'histoire des Celtes est une source inépuisable de paroles pour des groupes de metal celtique comme Cruachan, Eluveitie et Primordial. La mythologie nordique inspire des groupes scandinaves tels que Falkenbach, Týr, Finntroll, et Mithotyn (en). Skyforger s'inspire de l'histoire de leur culture lettone. D'autres groupes qui traitent de l'histoire incluent Falconer, Slechtvalk et Morgarten.
Quelques groupes de National socialist black metal (NSBM) comme Nokturnal Mortum, Temnozor, et Kroda se penchent vers le folk metal, une situation que Ciaran O'Hagan, chanteur de Waylander, considère comme « une insulte pour des gens comme moi en totale contradiction aux idées fascistes. » Il explique également que les groupes NSBM jouent du folk metal « uniquement pour de mauvaises raisons. » Avec la mauvaise utilisation des symboles pagans par les néonazis, de nombreux groupes de folk metal ont été considérés à tort comme des groupes de la scène NSBM. De ce fait, des groupes comme Cruachan, Skyforger, Moonsorrow, Månegarm et Týr doivent se défendre face à ces accusations de nazisme, fascisme ou racisme. Skyforger est allé plus loin en ajoutant 'No Nazi Stuff Here!' (en français : « Y'a rien de nazi ici ! ») sur le dos de leurs albums. Richard Lederer de Summoning dénonce également publiquement le National Socialism sur le site officiel du groupe. En avril 2008, les participants au festival de folk metal Paganfest sont accusés de racistes, nazis et fascistes par des collectifs Antifa. Ville Sorvali de Moonsorrow et Heri Joensen de Týr démentent formellement ces accusations dans une vidéo. Moonsorrow s'est également prononcé face à ces accusations.
Le groupe original de folk metal Skyclad est également victime de polémiques politiciennes mais par des paroles humoristiques composées de jeux de mots,. D'autres groupes continuent à faire usage de paroles humoristiques comme Finntroll et leur obsession pour les trolls. Les paroles de Korpiklaani, également, se « focalisent sur le bon temps, les beuveries et les fêtes. » Dans une revue de l'album The Varangian Way, James Christopher Monger du site AllMusic commente que certains auditeurs pourraient être rebutés par « le concept des hommes matures. »
Le groupe de folk metal belge Ithilien aborde des thèmes liés à des étapes clés de la vie tel que les différentes étapes du processus du deuil dans son second album Shaping the Soul.